# Ministère de la Santé et de l'Hygiène publique
Pour les autres articles nationaux ou selon les autres juridictions, voir ministère de la Santé.
Le ministère de la Santé et de l'Hygiène publique est un ministère guinéen dont le ministre est Dr Oumar Diouhé Bah.

## Titulaires depuis 2007
| Nom | Nom                    | Dates du mandat | Dates du mandat | Gouvernement(s)            |
| --- | ---------------------- | --------------- | --------------- | -------------------------- |
|     | Maïmouna Bah           | 28/03/2007      | 20/05/2008      | Kouyaté                    |
|     | Mariam Béavogui        | 19/06/2008      | 24/12/2008      | Souaré                     |
|     | Abdoulaye Chérif Diaby | 14/01/2009      | 26/01/2010      | Komara                     |
|     | Ibrahima Sow           | 15/02/2010      | 21/12/2010      | Doré                       |
|     | Naman Keita            | 24/12/2010      | 15/01/2014      | Saïd Fofana I              |
|     | Remy Lamah             | 24/01/2014      | 26/12/2015      | Saïd Fofana II             |
|     | Abdourahmane Diallo    | 26/12/2015      | 17/05/2018      | Youla                      |
|     | Édouard Nyankoye Lamah | 17/05/2018      | 11/11/2019      | Kassory I                  |
|     | Remy Lamah             | 11/11/2019      | 05/09/2021      | Kassory I et II            |
|     | Mamadou Péthé Diallo   | 25/10/2021      | 21/11/2023      | Béavogui et Bernard Goumou |
|     | Dr Oumar Diouhé Bah    | 21/11/2023      | En cours        | Bernard Goumou et Bah Oury |